# Elencos do torneio de futebol dos Jogos Olímpicos de Verão de 1952
Abaixo estão os elencos das seleções que participaram do torneio de futebol dos Jogos Olímpicos de Verão de 1952.

## Alemanha
Técnico:Sepp Herberger
Goleiros
- Josef Bensch
- Rudolf Schönbeck:Clube - FC St. Pauli.Idade - 32 anos (3 de agosto de 1919)

Zagueiros
- Hans Eberle:Clube - SSV Ulm 1846.Idade - 26 anos (28 de setembro de 1925)
- Herbert Jäger:Clube - SC Cronenberg.Idade - 26 anos (15 de fevereiro de 1926)
- Alfred Post:Clube - Rheydter Spielverein.Idade - 25 anos (20 de agosto de 1926)

Meio-campistas
- Erich Gleinxer:Clube - VfL Osnabrück.Idade - 32 anos (1 de abril de 1920)
- Herbert Schäfer:Clube - Sportfreunde Siegen.Idade - 24 anos (16 de agosto de 1927)
- Kurt Sommerlatt:Clube - Karlsruher FC Phönix.Idade - 23 anos (25 de dezembro de 1928)
- Heinz Wittig:Clube - VfL Neustadt bei Coburg.Idade - 30 anos (21 de dezembro de 1921)

Atacantes
- Kurt Ehrmann:Clube - Karlsruher FV.Idade - 30 anos (7 de junho de 1922)
- Ludwig Hinterstocker:Clube - FC Traunstein.Idade - 21 anos (11 de abril de 1931)
- Karl Klug:Clube - Spielvereinigung Sterkrade 06/07.Idade - 27 anos (8 de abril de 1925)
- Matthias Mauritz:Clube - Fortuna Düsseldorf.Idade - 27 anos (13 de novembro de 1924)
- Willi Schröder:Clube - Düren 99.Idade - 21 anos (19 de dezembro de 1930)
- Johann Zeitler:Clube - VfB Bayreut.Idade - 25 anos (30 de abril de 1927)

## Áustria
Técnico:Viktor Hierländer
Goleiros
- Rudolf Krammer:Clube - SV Austria Salzburg.Idade - 23 anos (7 de março de 1929)
- Fritz Nikolai:Clube - 1. SVg Guntramsdorf.Idade - 26 anos (9 de setembro de 1925)

Zagueiros
- Ernst Kolar:Clube - ASV Hohenau
- Walter Kollmann:Clube - Wacker Wien.Idade - 20 anos (17 de junho de 1932)
- Anton Krammer:Clube - Union FC Salzburg.Idade - 31 anos (14 de março de 1921)

Meio-campistas
- Friedrich Csulem:Clube - Heiligenstädter SV
- Robert Fendler:Clube - Villacher SV.Idade - 31 anos (26 de fevereiro de 1921)
- Josef Walter:Clube - First Vienna FC.Idade - 26 anos (27 de outubro de 1925)
- Anton Wolf:Clube - Sturm Graz.Idade - 19 anos (21 de abril de 1933)

Atacantes
- Franz Feldinger:Clube - SV Austria Salzburg.Idade - 23 anos (22 de agosto de 1928)
- Otto Gollnhuber:Clube - Kapfenberger SV.Idade - 28 anos (9 de fevereiro de 1924)
- Herbert Grohs:Clube - Grazer SC.Idade - 21 anos (4 de maio de 1931)
- Hermann Hochleitner:Clube - Salzburger AK 1914.Idade - 26 anos (17 de outubro de 1925)
- Harry Rauch:Clube - Sturm Graz
- Erich Stumpf:Clube - Sturm Graz.Idade - 25 anos (22 de maio de 1927)
- Hermann Sühs:Clube - SV Gloggnitz

## Brasil
Técnico:Newton Cardoso
Goleiros
- Carlos Alberto:Clube - CR Vasco da Gama.Idade - 20 anos (25 de janeiro de 1932)

Zagueiros
- Adésio:Clube - CR Vasco da Gama.Idade - 19 anos (12 de janeiro de 1933)
- Mauro.Idade - 20 anos (28 de março de 1932)
- Zózimo:Clube - Bangu AC.Idade - 20 anos (19 de junho de 1932)

Meio-campistas
- Edison
- Larry:Clube - Fluminense F.C..Idade - 19 anos (3 de novembro de 1932)
- Milton Pessanha.Idade - 19 anos (11 de novembro de 1932)
- Didi.Idade - 27 anos (3 de junho de 1925)

Atacantes
- Evaristo:Clube - Madureira.Idade - 19 anos (22 de junho de 1933)
- Humberto Tozzi:Clube - São Cristóvão.Idade - 18 anos (4 de fevereiro de 1934)
- Jansen:Clube - CR Vasco da Gama.Idade - 25 anos (10 de julho de 1927)
- Vavá:Clube - CR Vasco da Gama.Idade - 17 anos (12 de novembro de 1934)

## Bulgária
Técnico:Krum Milev
Goleiros
- Georgi Naydenov,Idade - 20 anos (23 de dezembro de 1931)
- Apostol Sokolov.Idade - 34 anos (23 de outubro de 1917)

Zagueiros
- Georgi Evtimov.Idade - 20 ou 21 anos (1931)
- Milcho Goranov:Clube - Slavia Sofia.Idade - 23 anos (4 de novembro de 1928)
- Manol Manolov:Clube - CSKA Sofia.Idade - 25 anos (22 de outubro de 1926)
- Kiril Rakarov.Idade - 20 anos (24 de maio de 1932)

Meio-campistas
- Boris Apostolov:Clube - Spartak Sofia.Idade - 27 anos (20 de janeiro de 1925)
- Stefan Bozhkov:Clube - CSKA Sofia.Idade - 28 anos (20 de setembro de 1923)
- Todor Diev:Clube - FC Spartak Plovdiv.Idade - 17 anos (28 de setembro de 1934)
- Nikola Kovachev.Idade - 18 anos (4 de junho de 1934)

Atacantes
- Petar Argirov:Clube - Lokomotiv Sofia.Idade - 29 anos (19 de fevereiro de 1923)
- Ivan Kolev:Clube - CSKA Sofia.Idade - 21 anos (1 de novembro de 1930)
- Dimitar Milanov:Clube - CSKA Sofia.Idade - 23 anos (18 de outubro de 1928)
- Panayot Panayotov:Clube - CSKA Sofia.Idade - 21 anos (30 de dezembro de 1930)
- Traiko Petkov.Idade - 28 ou 29 anos (1923)
- Dimitar Stoyanov.Idade - 24 anos (18 de outubro de 1927)
- Krum Yanev.Idade - 23 anos (9 de janeiro de 1929)

## Chile
Técnico:Luis Tirado
Goleiros
- Sergio Litvak:Clube - Universidad Católica
- Manuel Roa Sanchez:Clube - Deportes Naval.Idade - 23 anos (2 de abril de 1929)

Zagueiros
- José Bravo:Clube - Deportes Naval
- Luis Ernesto Leal Placencia:Clube - Deportes Naval.Idade - 23 anos (21 de julho de 1929)
- Domingo Massaro:Clube - Iquique.Idade - 24 anos (28 de agosto de 1927)
- Amadeo Silva:Clube - Deportes Naval

Meio-campistas
- Justo Pastor Albornoz:Clube - Deportes Naval.Idade - 26 anos (29 de janeiro de 1926)
- Irenio Jara:Clube - Minas Lota.Idade - 22 anos (13 de dezembro de 1929)
- José Garcia Quesada:Clube - Deportes Naval.Idade - 21 anos (7 de abril de 1931)
- Ernesto Saavedra:Clube - Deportes Naval
- Osvaldo Vera:Clube - Deportes Naval

Atacantes
- Fernando Jara:Clube - Universidad Católica.Idade - 21 anos (9 de agosto de 1930)
- Arturo Nourdin:Clube - Deportes Naval
- Domingo Pillado:Clube - Deportes Naval.Idade - 24 anos (25 de janeiro de 1928)
- Jaime Vásquez:Clube - Universidad Católica.Idade - 22 anos (22 de agosto de 1929)
- Julio Vial:Clube - Colo-Colo.Idade - 19 anos (1 de julho de 1933)

## Curaçao
Técnico:
Goleiros
- Ergilio Hato.idade - 25 anos (27 de novembro de 1926)

Zagueiros
- Wilhelm Canword
- Wilfred De Lanoy

Meio-campistas
- Pedro Matrona
- Guillermo Giribaldi
- Edmundo Vlinder

Atacantes
- Jan Briezen.Idade - 23 anos (9 de agosto de 1928)
- Jorge Gerardo Brion.Idade - 19 anos (23 de abril de 1933)
- Adriaan Brokke.Idade - 23 anos (22 de outubro de 1928)
- Willys Heyliger.Idade - 26 anos (19 de janeiro de 1926)
- Guillermo Krips.Idade - 22 anos (28 de novembro de 1929)

## Dinamarca
Técnico:Axel Bjeregard
Goleiros
- Henry From:Clube - Aarhus GF.Idade - 26 anos (1 de junho de 1926)
- Jørgen Johansen:Clube - KB.Idade - 24 anos (24 de fevereiro de 1928)

Zagueiros
- Knud Blak Jensen:Clube - KB.Idade - 26 anos (10 de agosto de 1925)
- Per Knudsen:Clube - Aarhus GF.Idade - 27 anos (2 de junho de 1925)
- Svend Nielsen:Clube - B 93.Idade - 23 anos (20 de novembro de 1928)
- Poul Petersen:Clube - AB.Idade - 31 anos (11 de abril de 1921)

Meio-campistas
- Poul Andersen:Clube - B 93.Idade - 24 anos (16 de fevereiro de 1928)
- Steen Blicher:Clube - AB.Idade - 28 anos (22 de novembro de 1923)
- Ralf Ginsborg:Clube - HIK.Idade - 25 anos (11 de abril de 1927)
- Jørgen Olesen:Clube - Aarhus GF.Idade - 28 anos (21 de janeiro de 1924)
- Erik Terkelsen:Clube - Esbjerg fB.Idade - 26 anos (3 de julho de 1926)

Atacantes
- Søren Andersen:Clube - Esbjerg fB.Idade - 28 anos (19 de dezembro de 1923)
- Jens Peter Hansen:Clube - Esbjerg fB.Idade - 25 anos (15 de março de 1927)
- Jørgen W. Hansen:Clube - KB.Idade - 26 anos (15 de setembro de 1925)
- Carl Holm:Clube - B 1903.Idade - 24 anos (14 de setembro de 1927)
- Aage Rou Jensen:Clube - Aarhus GF.Idade - 27 anos (24 de setembro de 1924)
- Knud Lundberg:Clube - AB.Idade - 32 anos (14 de maio de 1920)
- Poul Erik Petersen:Clube - Køge BK.Idade - 25 anos (7 de maio de 1927)
- Holger Seebach:Clube - AB.Idade - 30 anos (17 de março de 1922)
- Jens Torstensen:Clube - Odense KFUM.Idade - 23 anos (11 de novembro de 1928)

## Egito
Técnico: Edward Jones
Goleiros
- Abdel Guelil Hemueda.Idade - 28 anos (8 de dezembro de 1923)
- Mohamed Nour Eldin

Zagueiros
- Mohamed Mou Mohamed Elzingeiri.Idade - 26 ou 27 anos (1925)
- Mohamed Kabil.Idade - 25 anos (14 de março de 1927)

Meio-campistas
- Hamza Abdel Ali.Idade - 28 anos (26 de outubro de 1923)
- Hanafy Bastan.Idade - 28 anos (6 de dezembro de 1923)
- Ahmed Hanafy Rashed.Idade - 23 anos (20 de novembro de 1928)

Atacantes
- Fouad Sidky.Idade - 26 anos (24 de outubro de 1925)
- Elsayed Eldizwi:Clube - Al-Masry Port Said.Idade - 25 ou 26 anos (1926)
- Khamal Ahmed Elfar.Idade - 23 anos (5 de janeiro de 1929)
- Alladin Hassanin Elhamoly.Idade - 21 ou 22 anos (1930)
- Sayed Abdel Azim Mohamed.Idade - 32 anos (23 de março de 1920)
- Mechaury

## Estados Unidos
Técnico:John Wood
Goleiros
- Robert Burkard

Zagueiros
- Harry Keough:Clube - St. Louis Raiders.Idade - 24 anos (15 de novembro de 1927)
- Willy Schaller.Idade - 19 anos (23 de fevereiro de 1933)

Meio-campistas
- Charles Colombo:Clube - St. Louis Simpkins-Ford.Idade - 32 anos (20 de julho de 1920)
- Ed McHugh:Clube - St. Louis Simpkins-Ford.Idade - 22 anos (9 de junho de 1930)
- Lawrence Surock:Clube - Pompei S.C..Idade - 21 anos (9 de novembro de 1930)

Atacantes
- Bill Conterio.Idade - 22 anos  (2 de junho de 1929)
- Elwood Cook:Clube - St. Louis Simpkins-Ford
- Ruben Mendoza:Clube - St. Louis Raiders.Idade - 21 anos (2 de junho de 1931)
- Lloyd Monsen:Clube - New York Americans.Idade - 21 anos (7 de maio de 1931)
- Bill Sheppell:Clube - Newark German-Americans.Idade - 26 anos (11 de março de 1926)
- John Souza:Clube - German Hungarian S.C..Idade - 32 anos (12 de julho de 1920)
- Jack Dunn

## Finlândia
Técnico:Aatos Lehtonen
Goleiros
- Olavi Laaksonen.Idade - 31 anos (26 de julho de 1921)

Zagueiros
- Åke Lindman:Clube - HIFK.Idade - 24 anos (11 de janeiro de 1928)
- Stig-Göran Myntti.Idade - 26 anos (6 de agosto de 1925)

Meio-campistas
- Veikko Asikainen.Idade - 34 anos (18 de abril de 1918)
- Erik Beijar.Idade - 31 anos (12 de maio de 1921)
- Esko Valkama.Idade - 27 anos (21 de dezembro de 1924)

Atacantes
- Kalevi Lehtovirta.Idade - 24 anos (20 de fevereiro de 1928)
- Nils Rikberg.Idade - 24 anos (29 de março de 1928)
- Aulis Rytkönen:Clube - KuPS.Idade - 23 anos (5 de janeiro de 1929)
- Olof Stolpe.Idade - 25 anos (18 de abril de 1927)
- Jorma Vaihela.Idade - 27 anos (30 de setembro de 1925)